# 908
Cette page concerne l'année 908  du calendrier julien. Pour l'année 908 av. J.-C., voir 908 av. J.-C. Pour le nombre 908, voir 908 (nombre). Pour la voiture de sport, voir Peugeot 908.
L'année 908 est une année bissextile qui commence un vendredi.

## Événements
- 14 août : début du règne de al-Muqtadir, calife ‘abbasside (fin en 932)[1].
- 17 décembre : une conspiration dépose le calife al-Muqtadir, jugé trop jeune, et place son cousin le poète lbn al-Mu'tazz ; le chef de la garde turque, l’eunuque Mu'nis remet le calife Muqtadir sur le trône[2]. Déclin du califat abbasside. Les émirs en chef prennent le pouvoir effectif. Profitant de la minorité du nouveau calife, Mu'nis prend le titre d’amir al-umara (Émir des Émirs) et gouverne au nom du prince. Le califat entre dans une longue crise financière dont il ne se relèvera jamais[3].

- De grosses banques juives sont mentionnées à Bagdad, comme celles de Joseph ben Phineas et Aaron ben Amran, qui font des prêts au gouvernement à l’époque d’al-Muqtadir[4].